# 에르네스트 블로흐

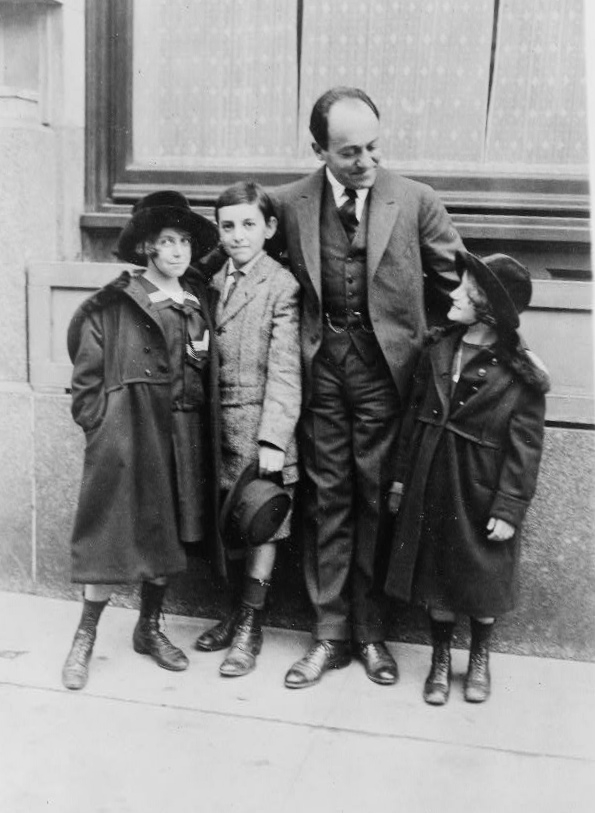
블로흐와 아이들

에르네스트 블로흐(영어: Ernest Bloch, 1880년 7월 24일 ~ 1959년 7월 15일)는 스위스에서 태어난 미국의 작곡가로, 유대 정신을 음악으로 표현하려고 하였다.
제네바에서 블로흐 자신의 지휘로 <교향곡 올림다단조>가 초연되었을 때, 이 곡을 들은 로맹 롤랑은 블로흐에게 편지를 보내어, "당신의 교향곡은 현대 악파 중에서도 가장 중요한 작품의 하나이겠습니다. 본인은 이다지도 풍요하고 힘찬, 그리고 열정에 넘쳐 흐르는 작품을 알지 못합니다"라고 격려했다. 블로흐는 유태계 작곡가로서의 신념을 당당하게 선언하였다. "나는 유대인이다. 내가 유대 음악을 쓰고 싶다고 갈망하고 있음은 결코 자기 선전 때문이 아니라 내가 바이탤리티에 넘치는 음악을 쓸 수 있는 유일한 길이기 때문이다".
블로흐의 일생의 걸작은 <셸로모>(1916)이다. 셸로모라는 것은 위대한 솔로몬 왕을 말하며, 블로흐는 구약성서 '전도서'에 따라 솔로몬 왕을 해석 헤브라이 정신의 상징으로 장려(壯麗) 호화한 첼로 협주곡을 작곡하였다. 첼로를 위해 작곡된 가장 웅대한 명곡이며, 오늘날에도 많이 연주되고 있다. 유태적인 작품으로는 바이올린과 피아노를 위하여 작곡된 모음곡(組曲) <발 솀>(1923)도 유명하며, 특히 제2번 <니군>은 바이올리니스트에 의하여 애주(愛奏)되고 있다.